# Nemognatha selanderi
Nemognatha selanderi är en skalbaggsart som beskrevs av Enns 1956. Nemognatha selanderi ingår i släktet Nemognatha och familjen oljebaggar. Inga underarter finns listade i Catalogue of Life.